# Họ Phi lao
Họ Phi lao (danh pháp khoa học: Casuarinaceae) là một họ trong thực vật hai lá mầm thuộc về bộ Fagales, bao gồm 3 hoặc 4 chi, tùy theo hệ thống phân loại, với khoảng 70-95 loài cây thân gỗ và cây bụi có nguồn gốc ở khu vực nhiệt đới Cựu Thế giới (Indo-Malaysia), Australia và các đảo trên Thái Bình Dương. Đã có thời, tất cả các loài trong họ này được đặt trong một chi duy nhất là chi Casuarina, nhưng hiện nay chúng được tách ra thành các chi Allocasuarina, Casuarina, Ceuthostoma và Gymnostoma. Các thành viên trong họ này được đặc trưng bởi các cành nhỏ rủ xuống kiểu equisetoid (có nghĩa là "giống như Equisetum (mộc tặc)") và chúng là cây thường xanh với cơ quan sinh sản cùng hoặc khác gốc. Rễ của chúng có các nốt sần cố định đạm chứa vi khuẩn thuộc chi Frankia.

## Phân loại
Họ Phi lao
- Chi Allocasuarina: 61 loài.
- Chi Casuarina: 14 loài.
- Chi Ceuthostoma: 2 loài.
- Chi Gymnostoma (gồm cả Quadrangula): 14 loài.

## Phát sinh chủng loài
Cây phát sinh chủng loài dưới đây vẽ theo Steane et al. (2003)

|  | Ceuthostoma                                                 |
|  |                                                             |
|  | \| \| Casuarina \| \| \| \| \| \| Allocasuarina \| \| \| \| |
|  |                                                             |
|  | Casuarina                                                   |
|  |                                                             |
|  | Allocasuarina                                               |
|  |                                                             |

|  | Casuarina     |
|  |               |
|  | Allocasuarina |
|  |               |

|  | Ceuthostoma                                                 |
|  |                                                             |
|  | \| \| Casuarina \| \| \| \| \| \| Allocasuarina \| \| \| \| |
|  |                                                             |
|  | Casuarina                                                   |
|  |                                                             |
|  | Allocasuarina                                               |
|  |                                                             |

|  | Casuarina     |
|  |               |
|  | Allocasuarina |
|  |               |